# آشیل دووریا
آشیل دووِریا (فرانسوی: Achille Devéria‎; ۶ فوریهٔ ۱۸۰۰ – ۲۳ دسامبر ۱۸۵۷) نقاش و چاپگر اهل فرانسه بود که بیشتر به خاطر پرترههایش از هنرمندان و نویسندگان مشهور شناخته می‌شود.
او همچنین برندهٔ نشان لژیون دونور شده‌است.

## نگارخانه

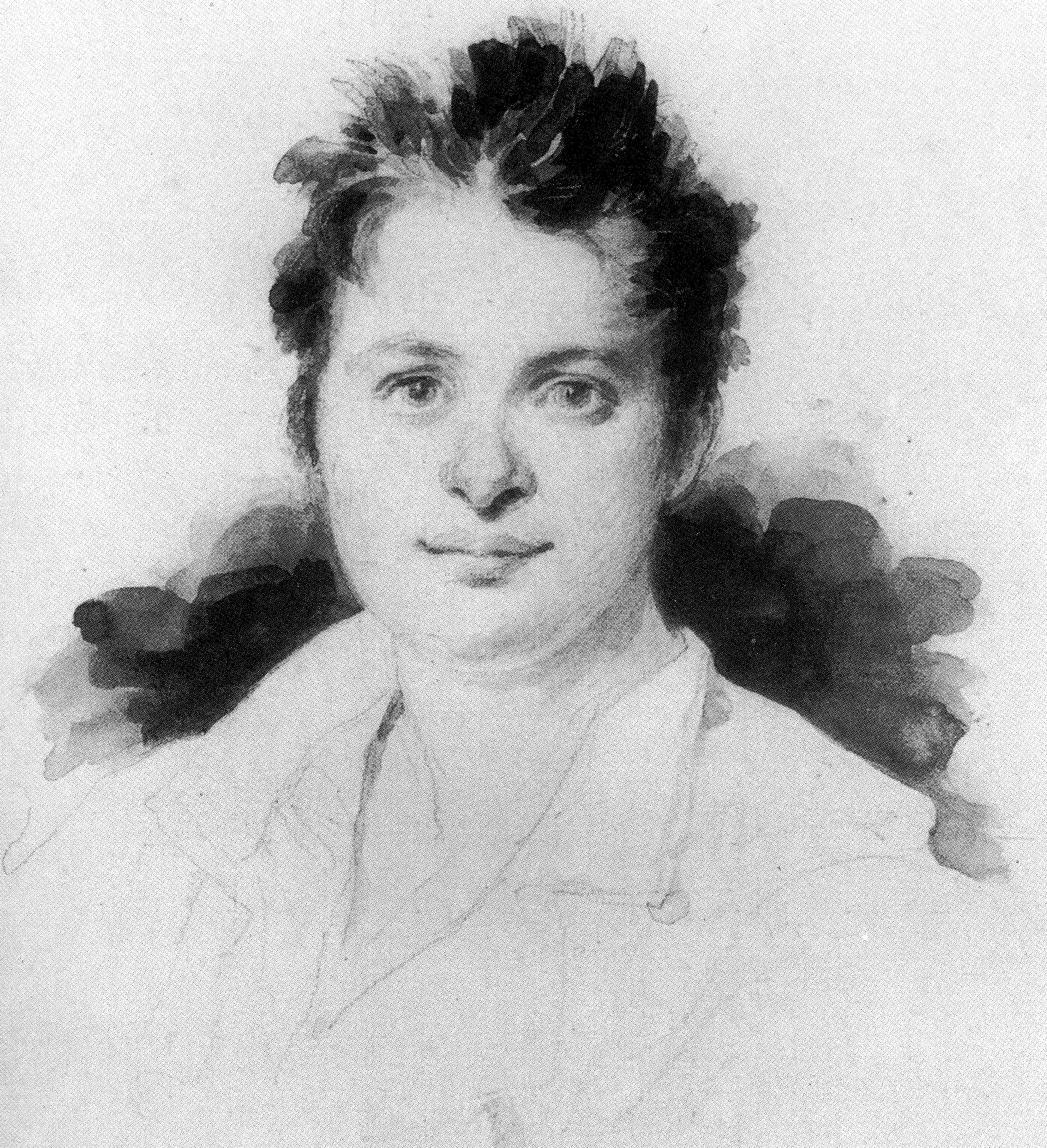
انوره دو بالزاک، حدود ۱۸۲۰
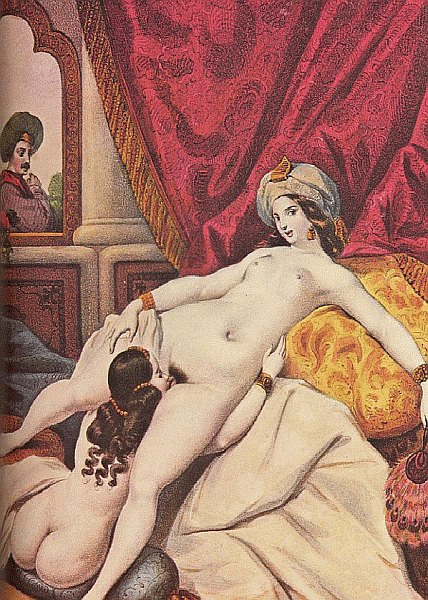
فرج‌لیسی زنی برای زنی دیگر
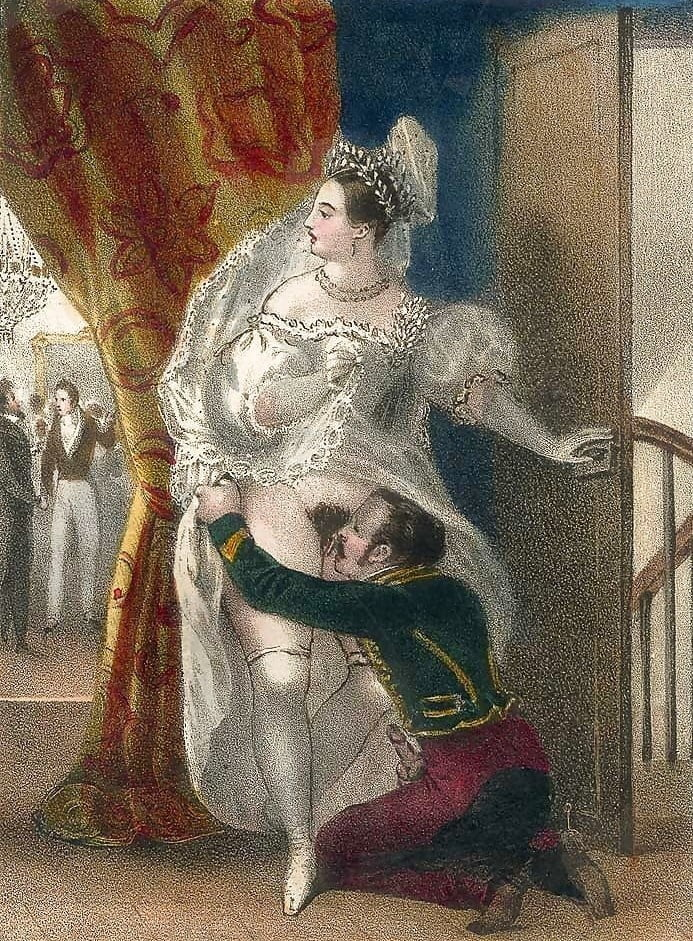
آبرنگی از یک لیبرتین
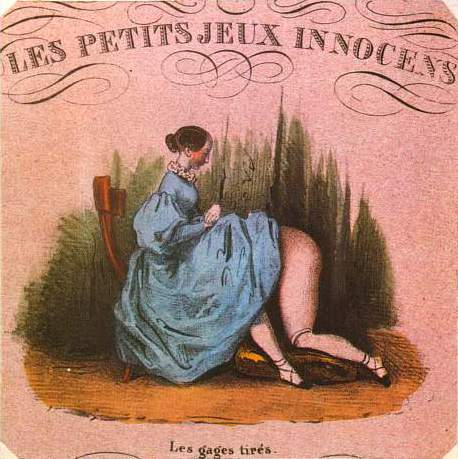
بازی‌های کوچک معصومانه